# Microstylum venosum
Microstylum venosum là một loài ruồi trong họ Asilidae. Microstylum venosum được Wiedemann miêu tả năm 1821. Loài này phân bố ở vùng nhiệt đới châu Phi.